# Liste des US Routes dans l'État de New York
Les US Routes dans l'État de New York font partie du réseau des US Routes. Celles-ci sont entretenues par le New York State Department of Transportation (NYSDOT). 

## Liste
| Numéro | Longueur (mi) | Longueur (km) | Terminus sud / ouest                                                | Terminus nord / est                                     | Créée | Notes                                                                  |
| ------ | ------------- | ------------- | ------------------------------------------------------------------- | ------------------------------------------------------- | ----- | ---------------------------------------------------------------------- |
| US 1   | 21,51         | 34,62         | I-95 / US 1 / US 9 / US 46 à la frontière du New Jersey à Manhattan | US 1 à la frontière du Connecticut à Port Chester       | 1926  |                                                                        |
| US 2   | 0,87          | 1,40          | US 11 à Rouses Point                                                | US 2 à la frontière du Vermont à Rouses Point           | 1930  | Début du segment est de la US 2                                        |
| US 4   | 79,68         | 128,23        | US 9 / US 20 à East Greenbush                                       | US 4 à la frontière du Vermont à Hampton                | 1926  |                                                                        |
| US 6   | 77,76         | 125,14        | US 6 / US 209 à la frontière de la Pennsylvanie à Port Jervis       | US 6 / US 202 à la frontière du Connecticut à Southeast | 1927  |                                                                        |
| US 9   | 324,71        | 522,57        | I-95 / US 1 / US 9 / US 46 à la frontière du New Jersey à Manhattan | I-87 à Champlain                                        | 1926  | Se termine à environ 1 mile (1,6 km) au sud de la frontière canadienne |
| US 9W  | 129,86        | 208,99        | US 9W à la frontière du New Jersey à Orangetown                     | US 9 à Albany                                           | 1927  |                                                                        |
| US 11  | 318,83        | 513,11        | US 11 à la frontière de la Pennsylvanie à Kirkwood                  | QC 223 à la frontière canadienne à Rouses Point         | 1926  |                                                                        |
| US 15  | 12,89         | 20,74         | I-99 / US 15 à la frontière de la Pennsylvanie à Lindley            | I-86 / NY 17 à Painted Post                             | 1939  |                                                                        |
| US 20  | 371,99        | 598,66        | US 11 à la frontière de la Pennsylvanie à Ripley                    | US 20 à la frontière du Massachusetts à New Lebanon     | 1926  |                                                                        |
| US 44  | 65,62         | 105,61        | US 209 à Wawarsing                                                  | US 44 à la frontière du Connecticut à Port Millerton    | 1935  |                                                                        |
| US 62  | 102,86        | 165,54        | US 62 à la frontière de la Pennsylvanie à Frewsburg                 | NY 104 à Niagara Falls                                  | 1932  |                                                                        |
| US 202 | 55,52         | 89,35         | US 202 à la frontière du New Jersey à Suffern                       | US 6 / US 202 à la frontière du Connecticut à Southeast | 1934  |                                                                        |
| US 209 | 60,98         | 98,14         | US 6 / US 209 à la frontière de la Pennsylvanie à Port Jervis       | US 9W à Kingston                                        | 1935  |                                                                        |
| US 219 | 67,57         | 108,74        | US 219 à la frontière de la Pennsylvanie à Limestone                | I-90 / NYS Thruway à West Seneca                        | 1935  |                                                                        |
|        |               |               |                                                                     |                                                         |       |                                                                        |